# 佐兰·日夫科维奇

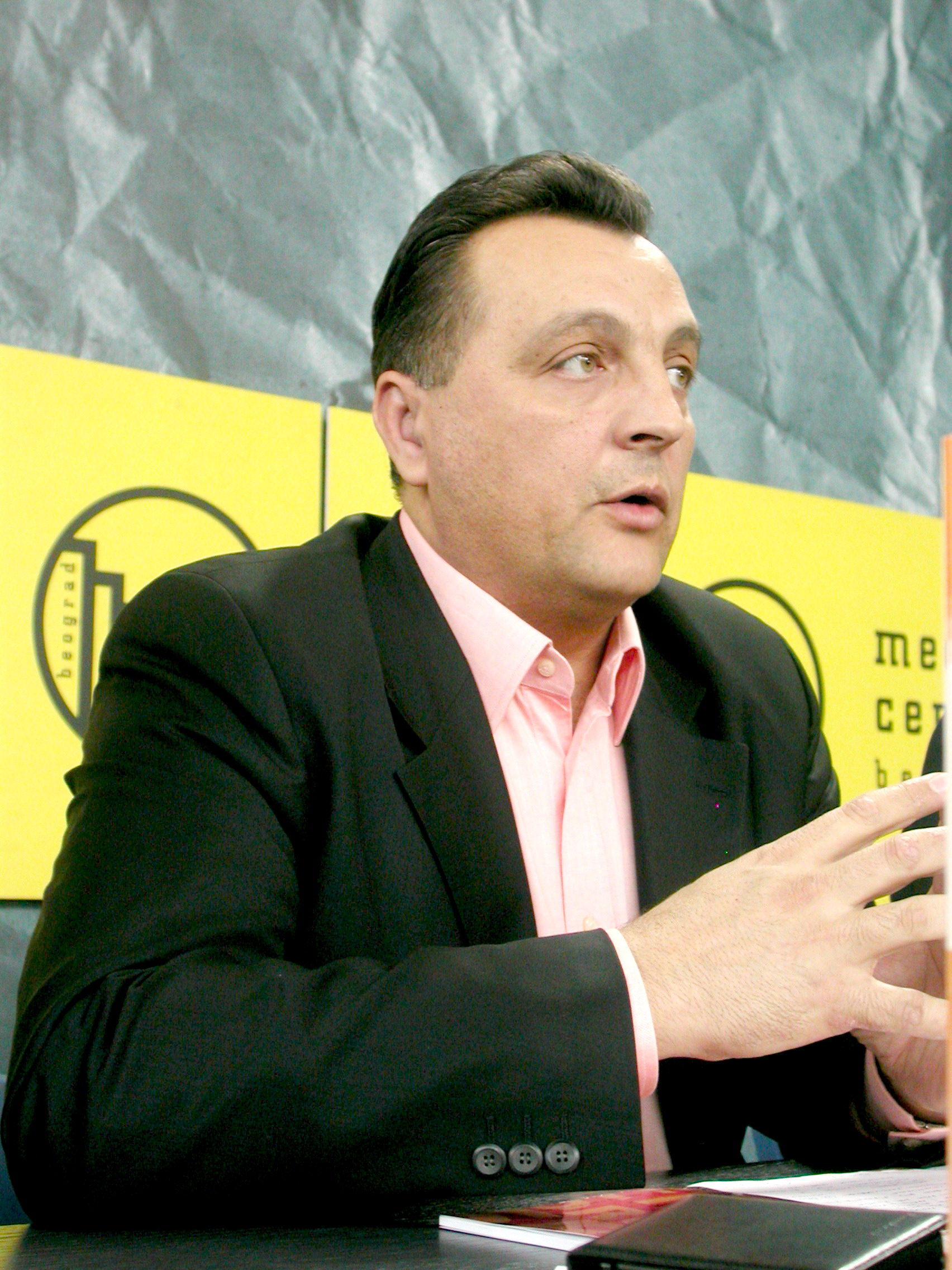
佐兰·日夫科维奇

佐兰·日夫科维奇（發音：[zɔ̌.ran ʒǐːʋ.kɔ.ʋitɕ]；1960年12月22日—）出生于尼什，塞尔维亚政治家，前民主党成员，曾任塞尔维亚总理。